# Червоне Поле (Брагінський район)
Червоне Поле — (біл. вёска Чырвонае Поле), село (веска) в складі Брагінського району розташоване в Гомельській області Білорусі. Село підпорядковане Бурковській сільській раді і в ньому мешкає 25 чоловік (станом на 2004 рік).
Село Червоне Поле розташоване на південному сході Білорусі, в південній частині Гомельської області - орієнтовне розташування [Архівовано 25 грудня 2018 у Wayback Machine.], неподалік від районного центру Брагіна (за 17 кілометрів на північному заході).